# جون أندرسن (دراج)
جون أندرسن هو دراج دنماركي، ولد في 5 يناير 1922 في كوبنهاغن في الدنمارك، وتوفي في 14 نوفمبر 1997 في Rudbjerg ‏ في الدنمارك.

## وصلات خارجية
- يوحنا أندرسن على موقع أرشيف الدراجات (الإنجليزية)
- يوحنا أندرسن على موقع أوليمبيديا (الإنجليزية)